# Giróscopo de estructura vibrante
El giróscopo de estructura vibrante es un tipo de giroscopio que funciona de manera similar a los halterios presentes en algunos insectos. El principio físico subyacente es que un objeto vibrante tiende a continuar vibrando en el mismo plano que gira su apoyo. En la literatura de ingeniería, este tipo de dispositivos se conocen como "giroscopio de vibración de Coriolis", debido a que a medida que el plano de oscilación gira, la respuesta detectada por el transductor resulta del término de Coriolis presente en sus ecuaciones de movimiento ("fuerza de Coriolis").
Los giroscopios de estructura vibrante son más simples - y económicos, que los giroscopios de rotación convencionales. Los dispositivos de estado sólido que usan este principio son un tipo económico de indicadores de posición.

## Teoría de Operación
Considerar dos masas de prueba vibrando en el mismo plano a una frecuencia {\displaystyle \scriptstyle \omega _{r}}. De acuerdo al efecto Coriolis,se induce una aceleración a las masas igual a {\displaystyle \scriptstyle a_{c}=-2(v\times \Omega )}, donde {\displaystyle \scriptstyle v} es la velocidad y {\displaystyle \scriptstyle \Omega } es la frecuencia angular de la rotación. La velocidad en el plano de las masas de prueba está dada por: {\displaystyle \scriptstyle X_{ip}\omega _{r}\cos(\omega _{r}t)}, si la posición en el plano está dada por {\displaystyle \scriptstyle X_{ip}\sin(\omega _{r}t)}. El movimiento fuera del plano {\displaystyle \scriptstyle y_{op}}, inducido por la rotación sería:
{\displaystyle y_{op}={\frac {F_{c}}{k_{op}}}={\frac {2m\Omega X_{ip}\omega _{r}\cos(\omega _{r}t)}{k_{op}}}}
donde
{\displaystyle \scriptstyle m} es la masa de la masa de prueba,
{\displaystyle \scriptstyle k_{op}} es la constante de elasticidad en la dirección del plano,
{\displaystyle \scriptstyle \Omega } es la magnitud del vector de rotación en el plano de rotación de la masa de prueba.

## Implementaciones
El principio ha permitido la construcción de diversos tipos de giroscopios entre los que se destacan:
- Giroscopios piezoeléctricos.
- Giroscopios de resonador hemisférico, también conocidos como Resonadores de Vaso de Vino.
- Giroscopios de rueda vibrante.
- Giroscopio de Sistemas microelectromecánicos (MEMS)

## Aplicaciones
Los giroscopios de estructura vibrante se utilizan en:
- Orientación aérea.
- Estabilización de vehículos terrestres
- Sistemas de entretenimiento.
- Fotografía
- Aeromodelismo